# ایکونگو
ایکونگو (به لاتین: Ikongo) یک منطقهٔ مسکونی در ماداگاسکار است که در ایکونگو واقع شده‌است. ایکونگو ۳۶٬۶۸۴ نفر جمعیت دارد و ۳۱۰ متر بالاتر از سطح دریا واقع شده‌است.